# NGC 2359
NGC 2359は、おおいぬ座に位置する散光星雲である。
ウォルフ・ライエ星と知られている中心星HD 56925（WR7）は、短期間で超新星となる前の段階であると考えられている極端に高温の巨星である。
この星雲の性質はNGC 7635に似ており、近くの大きな分子雲との相互作用は、より複雑な形状や湾曲したThor's Helmetと呼ばれている構造を作っていると考えられている。